# بورالکس
بورالکس (انگلیسی: Boralex) شرکت انرژی کانادایی است، که در سال ۱۹۹۰ تأسیس شد.